# Nahr-e Salim
Nahr-e Salim (em persa: نهرسليم, também romanizada como Nahr-e Salīm; também conhecida como Salīm) é uma aldeia do distrito rural de Minubar, no condado de Abadan, na província de Khuzistão, Irã.
Segundo o censo de 2006, sua população era de 1 138 habitantes, em 266 famílias.